# 시정

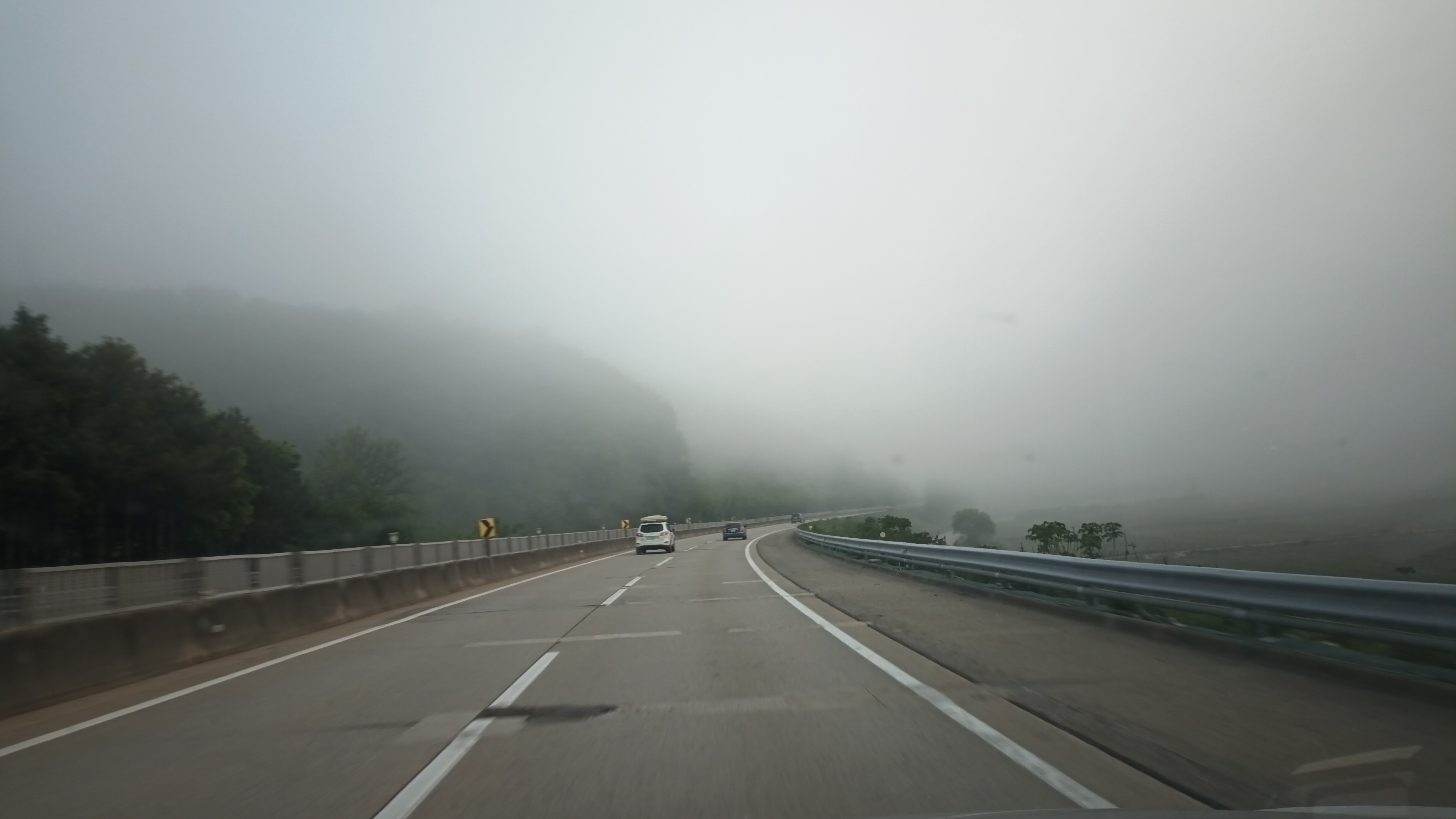
경상북도 군위군의 중앙고속도로 상에 발생한 안개로 시정이 0.5 km 미만으로 감소했다.

기상학에서 시정(視程)은 물체나 빛이 분명하게 보이는 최대 거리(가시거리, 문화어: 눈보기거리)의 측정 기준이다. 즉, 대기가 혼탁한 정도를 눈에 보이는 곳까지의 거리로 나타낸 것을 이르는 말이다. 가시도(可視度), 시계(視界)라고도 부른다. 일반적으로 시정은 수평 방향의 시정을 말한다.
시정은 공기의 혼탁한 정도를 나타내는 척도의 하나로 사용된다. 시정은 습도와 대기오염 물질 등에 따라 변하며 항공기·선박·자동차 등 교통기관의 운행 등에 직접적인 영향을 미친다.

## 측정
낮에 지표 부근의 하늘을 배경으로 목표물(목표물의 크기는 시각 0.5°이상에서 5°미만을 표준으로 한다)을 정상적인 시력을 가진 관측자가 확인할 수 있는 수평최대거리를 시정으로 측정한다.
안개가 발생했을 때 수평 방향의 시정은 다음과 같이 정의한다. {\displaystyle C}는 구름물량(gm-3), {\displaystyle \beta }(km-1)는 그에 따른 소산 계수이다.
{\displaystyle X_{vis}={\frac {-\ln(0.02)}{\beta }}} ({\displaystyle \beta =144.7C^{0.08}})

## 정의

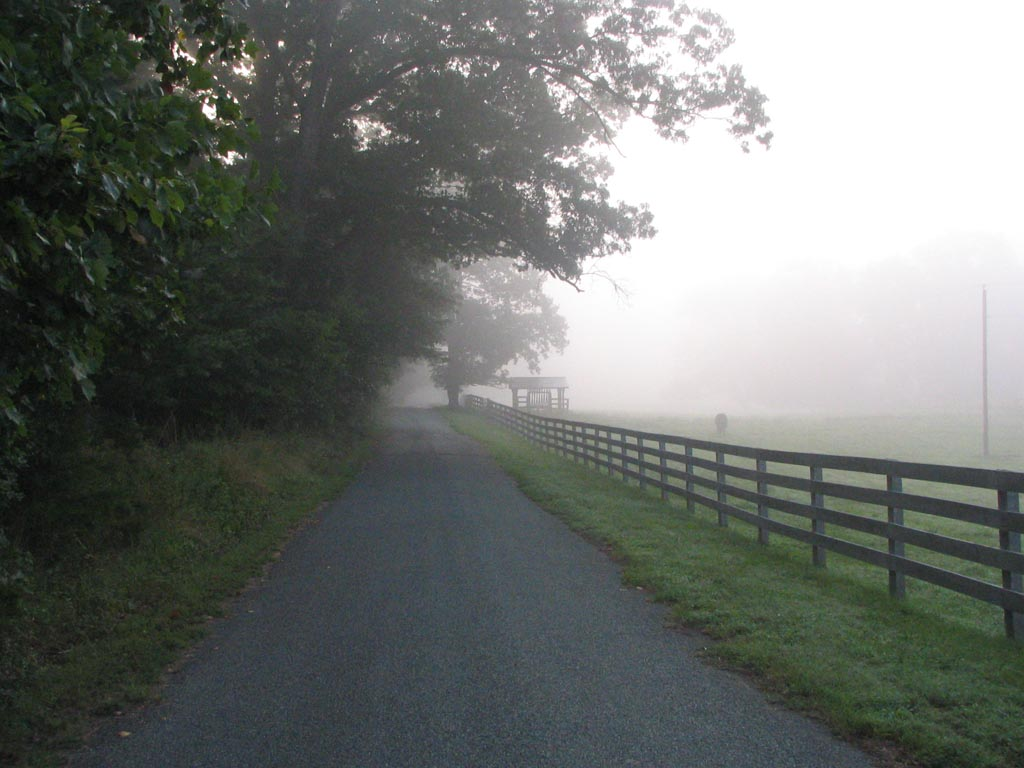
안개가 낀 아침길

ICAO Annex 3 Meteorological Service for International Air Navigation는 시정을 다음과 같이 정의내리고 있다.
1. 땅 가까이에 위치한 적당한 크기의 검은 물체가 밝은 곳에 보이며 인식할 수 있는 최대 거리
2. 1,000 칸델라 빛이 밝지 않은 곳에 보이고 식별할 수 있는 최대 거리

## 시정 장애
시정이 평소보다 떨어지는 것을 시정 장애라고 부른다. 이러한 장애는 보통 안개, 놀, 아지랑이뿐 아니라 눈, 비 등의 날씨 속에서 자주 일어난다. 안개의 국제적 정의는 1 킬로미터보다 낮은 시정이다. 놀의 경우 1~2 킬로미터 사이이다. 또, 아지랑이의 경우 2~5 킬로미터 사이이다.

## 같이 보기
- 안개
- 한국의 안개
- 화이트아웃

## 참고 문헌
- 이 문서에는 다음커뮤니케이션(현 카카오)에서 GFDL 또는 CC-SA 라이선스로 배포한 글로벌 세계대백과사전의 내용을 기초로 작성된 글이 포함되어 있습니다.